# Daemonarch
Daemonarch é um projecto referenciado como um projecto a solo de Fernando Ribeiro, membro fundador e vocalista de Moonspell.

## Biografia
Daemonarch foi um trabalho integrando o vocalista Fernando Ribeiro e outros membros dos Moonspell, com excepção do baterista Mike Gaspar. A bateria é, portanto, sintetizada.
Daemonarch foi um projecto apenas com o intuito de gravar um CD de black metal. Esse CD dá-se pelo nome de Hermeticum, e pode ser descrito como "os Moonspell soariam se tivessem conservado as suas tendências de black metal do início da carreira". Muitos críticos e fãs disseram que Daemonarch seria Moonspell, mas que mudaram de estilo por causa da comunicação social. Muito provavelmente foi apenas para não quebrarem o rumo que os Moonspell estavam a levar.
Numa das várias vezes em que Fernando Ribeiro se apresentou na Biblioteca Municipal José Saramago, em Beja, terá afirmado que Daemonarch tinha sido previsto desde o início como um 'one-time side project', e quando questionado acerca do facto das letras das músicas - poemas escritos durante a sua adolescência - não constarem do digipak do CD original, o músico respondeu que o seu cão tinha destruído as folhas onde elas estavam escritas.

## Membros
- Fernando Ribeiro - boz
- Ricardo Amorim - guitarras
- Sérgio Crestana - baixo
- Pedro Paixão - teclado e samples

## Discografia
- Hermeticum (1998)